# Carmen de Patagones

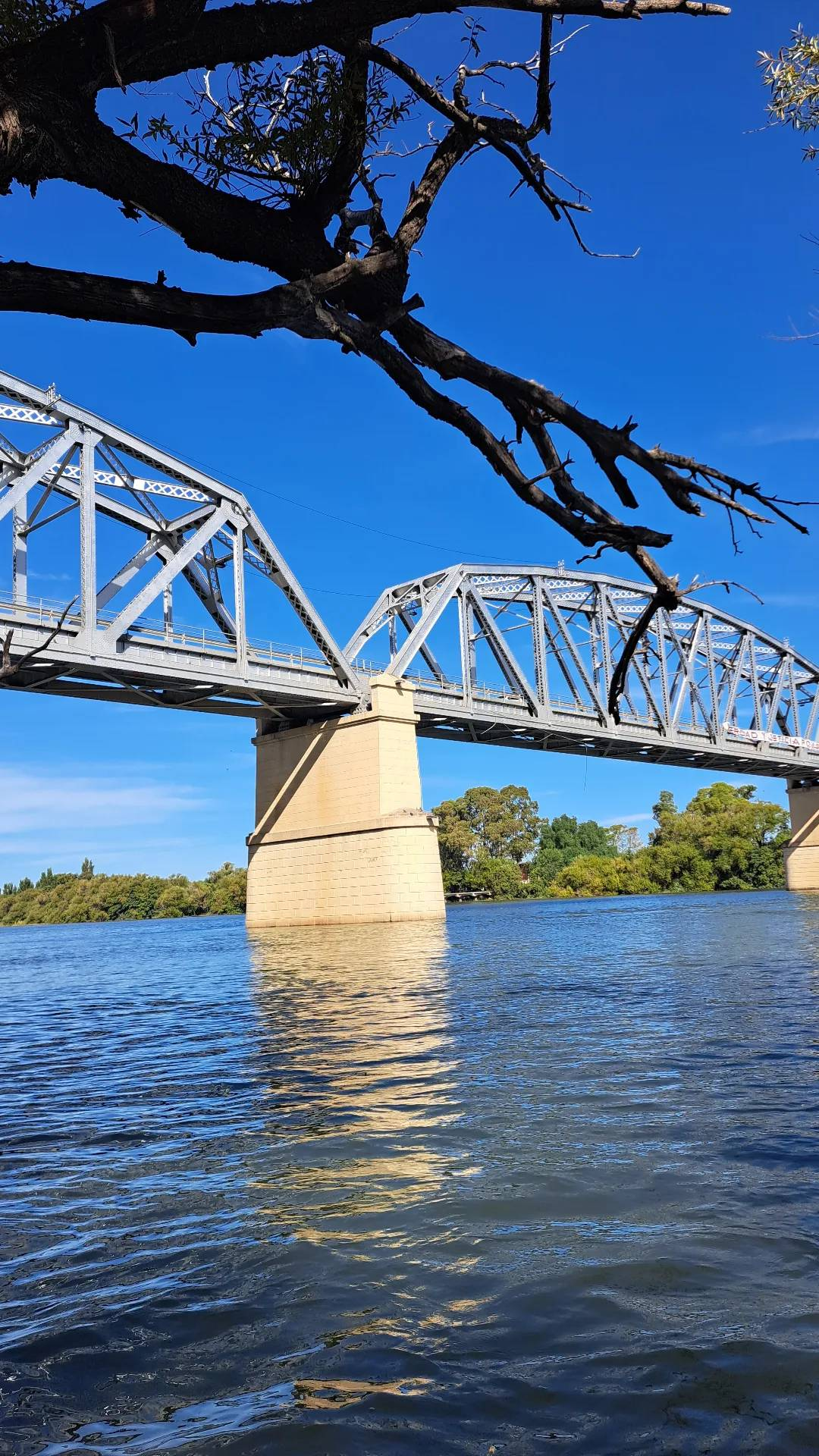
Vista del Puente Ferrocarretero y la costa del Río Negro

Carmen de Patagones, también aludida de modo local como Patagones, es la ciudad más austral de la provincia de Buenos Aires en la República Argentina. Se encuentra a 900 km al sudoeste de la capital provincial la ciudad de La Plata y a 915 km de la capital del país, la Ciudad Autónoma de Buenos Aires. Carmen de Patagones está erigida sobre la orilla norte del río Negro, río que la separa de la ciudad de Viedma, capital de la provincia de Río Negro, constituyendo ambas ciudades la comarca de Viedma-Carmen de Patagones. Esta comarca está a unos 30 km de la desembocadura de dicho río en el océano Atlántico. La ciudad es la cabecera del partido de Patagones (13 600 km²), el cual es el más extenso y austral de la provincia de Buenos Aires, y el único de dicha provincia que pertenece a la región patagónica.

## Historia
Previo a la fundación de la localidad de Carmen de Patagones, el territorio fue habitado por comunidades indígenas. A través de un sitio arqueológico excavado en marzo de 2022, en el sector del Cerro de la Caballada, se refleja en el registro material evidencia de uso del territorio por comunidades indígenas.
En enero de 2022, por tareas de zanjeo y con el fin de renovar el sitio histórico del Cerro de la Caballada, quedaron expuestos restos esqueletales humanos. Luego de que la Policía científica descartara que fueran restos recientes, el equipo de arqueología dirigido por el Dr. Gustavo Martínez realizó tareas correspondientes a una arqueología de rescate sobre los restos removidos por la maquinaria. Entre ellos se encontraron restos óseos correspondientes a 17 individuos.
Se realizaron fechados radiocarbónicos sobre 2 entierros diferentes, los cuales fueron datados en 1700 AP y 1800 AP. Esa antigüedad permitió concluir que era un entierro indígena, ya que es previa a la llegada de los europeos a ese territorio. Asociados a los esqueletos se encontraron restos materiales, entre ellos artefactos líticos, cuentas confeccionadas sobre valvas de Diplodon sp.(almeja de agua dulce), cáscaras de huevo de Rheidae (ñandu común) grabadas, etc. También se encontraron artefactos post-hispánicos entre los cuales se identificaron vidrio, loza, clavos, piezas de plomo, un fragmento que posiblemente corresponda a cobre y una macuquina que habría sido acuñada en la Casa de Monedas de Potosí entre el siglo XVI y mediados del siglo XVIII.
La fundación de Carmen de Patagones formó parte de un conjunto de reformas políticas, económicas, sociales y administrativas ideadas e implementadas por los Reyes Borbones que repercutió tanto en la misma península ibérica como en América. 
La revalorización de la ruta del cabo de Hornos, la política expansionista de los portugueses, la presencia de los siberianos en las montañas Rocallosas instó a los pensadores españoles a idear un ambicioso proyecto que garantizase su soberanía en estas regiones amenazadas.[cita requerida] Fue así como se planificó y materializó el surgimiento de una serie de poblaciones civiles desde la Alta California hasta las costas patagónicas. En síntesis una compleja situación coyuntural dio origen a la población que nos ocupa.
Francisco de Viedma y Narváez dio por sentada la población el 22 de abril de 1779 eligiendo la margen sur del río Negro para erigir el fuerte y establecer los colonos. Su primera denominación fue Establecimiento del Río Negro aunque también se lo llamó indistintamente "Fuerte del Carmen y Fuerte del Río Negro". Desconociendo el régimen de río, el 13 de julio, una de las habituales inundaciones, destruyó las escasas construcciones decidiendo el traslado a la margen izquierda del río. El 2 de octubre de ese mismo año arribó la primera de las 11 embarcaciones que movilizaron a los colonos, que ante la ausencia de las viviendas prometidas en España, debieron efectuar las cuevas/hogar en la barranca. 
Los primeros pobladores europeos procedieron en su gran mayoría de Galicia pero la llegada de algunos maragatos originó el peculiar gentilicio. Es importante señalar que durante su primer siglo de existencia la población estuvo inserta en un territorio dominado por los nativos (pampas) siendo la navegación la única vía de comunicación posible con Buenos Aires y otras poblaciones cristianas. En este sentido, la subsistencia de Patagones asentada a más de 800 km al sur de la línea de frontera, solo es comprensible aboliendo las imágenes estereotipadas y prejuiciosas que no permiten apreciar el mundo complejo de relaciones que caracterizaron a los espacios en donde ni el indio ni el blanco lograban obtener el control del territorio. Blancos e indios fueron hacedores de un espacio cultural concertado, donde la convivencia y la negociación estaban cimentadas por el comercio. 
Desde sus inicios la población contó con una frágil guarnición militar para la defensa y con un pequeño puerto. La primera veintena de años (1779-1810) estuvo marcada por el aislamiento con la esporádica visita de barcos. La estructura socioeconómica era de típica granja casi autosuficiente con una producción diversificada. 
Los acontecimientos de mayo de 1810 significaron la pérdida del sentido geopolítico que sustentaba la existencia del Carmen. A Patagones le tocó sobrepasar la década más difícil de su historia a punto de casi desaparecer en varias oportunidades. Tras la Revolución de Mayo la Primera Junta de Gobierno de Buenos Aires tomó el control de Patagones, pero en abril de 1812 una sublevación dirigida por realistas detenidos logró el control de la plaza que pasó así a la órbita de Montevideo hasta el 23 de diciembre de 1814, fecha en que pasó a depender definitivamente de las Provincias Unidas del Río de la Plata.
La década de 1820 se presentó más promisoria a raíz de la apertura de mercados extrarregionales ligada a la economía de los saladeros y la consecuente expansión de la ganadería y el comercio. En este período Argentina y Brasil entraron en guerra (Guerra del Brasil) y esta población patagónica fue base de operaciones de los corsarios ya que la boca del estuario del Río de la Plata se encontraba bloqueada por una poderosa flota brasileña. En 1827 las tropas brasileñas intentaron tomar por sorpresa a Carmen de Patagones a efectos de destruir el fuerte, la población pero fundamentalmente al puerto y los corsarios asentados en él. Sin embargo las autoridades y la población reaccionaron a tiempo y lograron exitosamente repeler esta fuerza. Este episodio es conocido como Batalla de Carmen de Patagones, siendo uno de sus héroes, el hacendado Fernando Alfaro. En la iglesia de Nuestra Señora del Carmen se conservan dos de las 7 banderas imperiales brasileñas que se tomaron el 7 de marzo de 1827. Hacia finales de la década la población fue visitada por el naturalista francés Alcide d'Orbigny. 

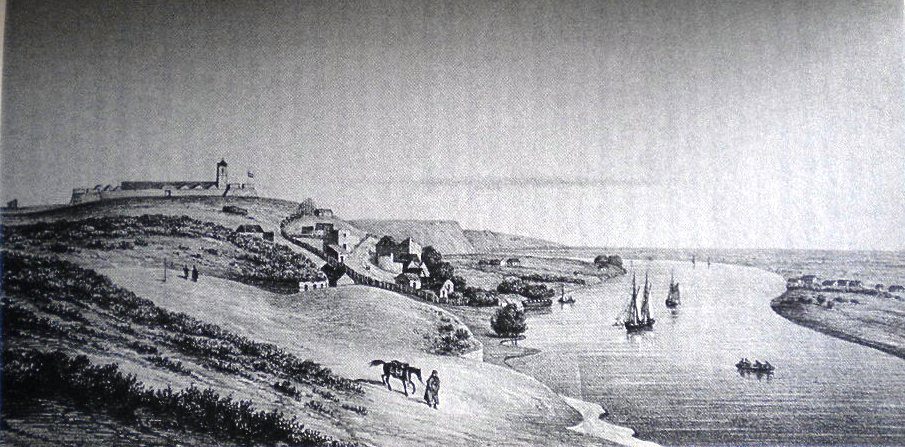
Dibujo panorámico de la ciudad (d'Orbigny,1829)

La Ley de Municipios de la provincia de Buenos Aires permitió en 1854 a El Carmen, tener su municipio electivo y un representante en la legislatura provincial. 
En 1856, el comandante militar de Patagones, coronel Benito Villar, erigió en la margen derecha del río, la capilla de Nuestra Señora de la Merced, que luego dio lugar al nombre Mercedes de Patagones o Patagones Sur.
Por la ley 954 del 11 de octubre de 1878, se creó la Gobernación de la Patagonia, con un extenso territorio (disputado por Chile) y con capital en Mercedes de Patagones, que se separó definitivamente de Carmen de Patagones.
En 1885 se creó la Escuadrilla del río Negro, con asiento en Patagones. En el período de la República Liberal (de 1880 a 1916) fue sede del traslado forzoso de indios en pos del sometimiento indígena a fines de la Conquista del Desierto.  

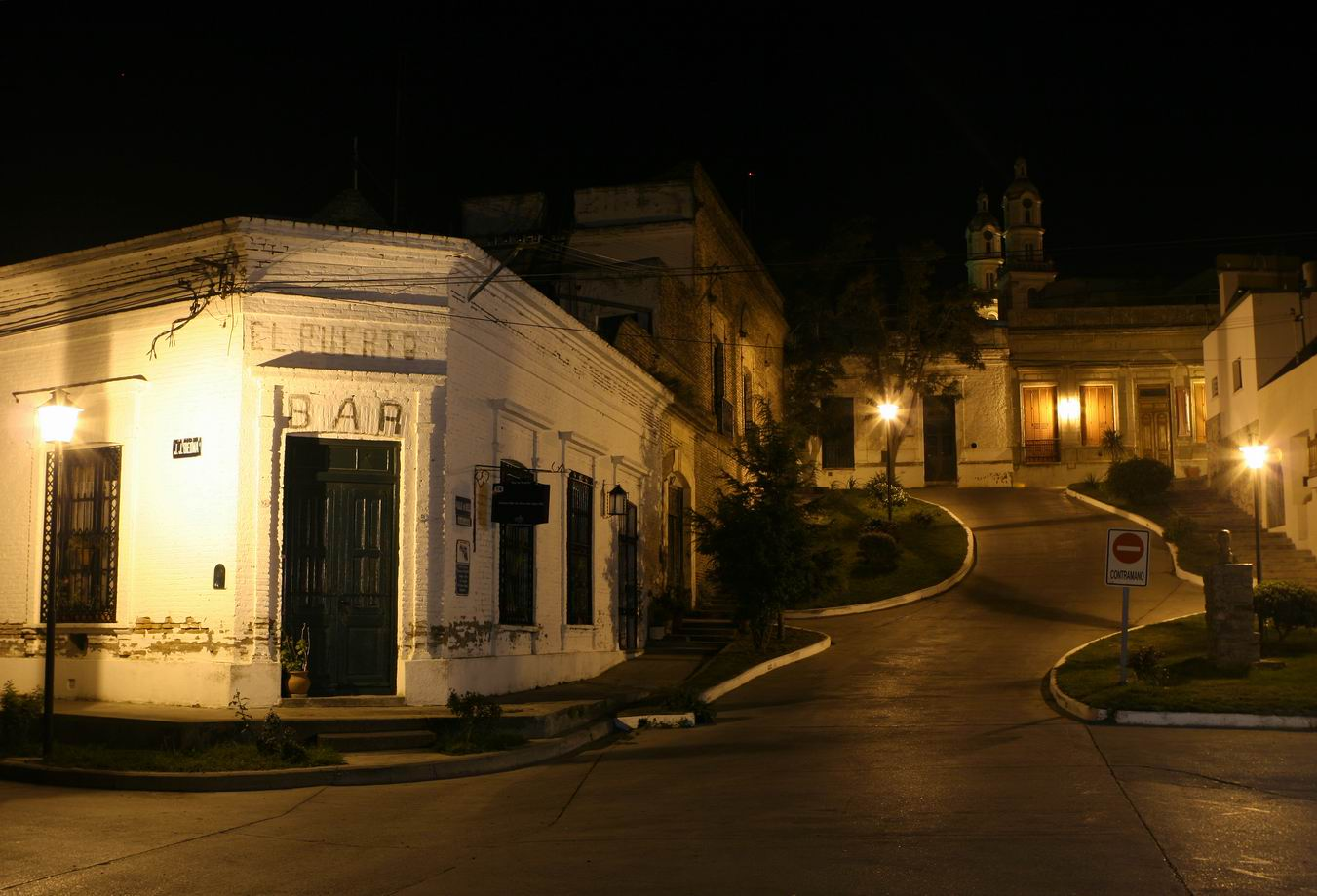
Pasaje del Fundador.

### Proyecto Patagonia
Entre 1986 y 1989, el Poder Ejecutivo Nacional intentó establecer la Capital de la República en la conurbación formada por Viedma, Carmen de Patagones y Guardia Mitre, creando el Distrito Federal de Viedma-Carmen de Patagones, para lo cual el 27 de mayo de 1987, después de un largo debate, el Congreso de la Nación sancionó la ley n.º 23 512 y posteriormente, el 21 de julio del mismo año, a través del decreto 1156 se creó el Ente para la Construcción de la Nueva Capital-Empresa del Estado (ENTECAP). Luego, al finalizar el mandato presidencial de Raúl Alfonsín y tras la situación económica del país, el proyecto nunca se llevó a cabo, ya que fue ignorado por el presidente Carlos Saúl Menem, aun habiendo asegurado en su primera campaña presidencial que iba a apoyar dicho traslado, aunque la ley n.º 23 512 nunca fue derogada por el Congreso de la Nación y aún sigue vigente, sin embargo, expiró el plazo de cinco años para realizar el proyecto que fue dado por las legislaturas de las provincias de Buenos Aires y Río Negro.  Aunque la Constitución de Río Negro, modificada en 1988, sostiene en su artículo 11: «La ciudad de Viedma es la capital de la Provincia… Deja de ser capital cuando se efectivice el traslado de las autoridades nacionales al nuevo Distrito Federal». Este texto parece sostener que la cesión de territorio rionegrino aún sigue vigente. 
En 1999 el expresidente Raúl Alfonsín sostuvo en una nota al Diario La Nación que, al estar vigente la ley de traslado de la Capital, «cualquier presidente la mudaría con un decreto». El 31 de julio de 2009 dos diputados nacionales por la provincia de Misiones, Lía Fabiola Bianco y Miguel Ángel Iturrieta, presentaron un proyecto de resolución en el Congreso argentino en donde se solicita al Poder Ejecutivo de la Nación que cumpla con lo establecido en la ley 23.512 y materialice el traslado de la Capital Federal.
En el año 2003 Carmen de Patagones pasó a considerarse legítimamente parte de la Patagonia argentina, a través de una ley gestionada por Haroldo Lebed, exintendente de la ciudad.

### Masacre escolar
El 28 de septiembre de 2004 a las 7:30 la localidad sufre la llamada masacre escolar de Carmen de Patagones, un incidente ocurrido en el Instituto N.º 2 Islas Malvinas, en el que un alumno disparó contra sus compañeros de aula provocando 5 heridos y 3 muertos.

## Clima
El clima en esta región del país es del tipo templado semiárido con una temperatura media anual de 14 °C. El verano se caracteriza por ser caluroso en hora de la tarde, aunque las noches son un poco frescas. El promedio estival es de 22 °C, con mínimas de 15 °C y máximas de 30 °C. El invierno, por su parte, se presenta con tiempo frío durante el día y noches muy frías. La temperatura promedio es de 7 °C, con mínimas de -2 °C y máximas de 12 °C. El otoño y la primavera son estaciones de transición con temperaturas variables. En cuanto a los extremos, las temperaturas bajan a -6 °C en invierno y trepan a 38 °C en verano, si bien los récords son de -10 °C y 43 °C
Las precipitaciones son suficientes, con un acumulado de casi 400 mm anuales. La estación más húmeda es el verano, si bien no se puede hablar de una estación seca. La humedad relativa promedio anual es de 62%. El viento sopla, en época estival, a una velocidad promedio de 28,4 km/h.
Un hecho destacado ocurrió la sequía de 2008-2009, la cual afectó a la región, ya que durante esos dos años llovió tan solo cerca de 370 mm, la mitad de lo normal, lo que produjo voladuras de campos producto de la erosión eólica. Esto se vio reflejado, por ejemplo, en los médanos que se formaron, y por las tormentas de arena que afectaron al partido de Patagones y al departamento de Adolfo Alsina, en Río Negro.

## Población
Cuenta con 31,811 habitantes (Indec, 2022), lo que representa un incremento del 12,9% frente a los 18,189 habitantes (Indec, 2001) del censo anterior. La ciudad de Carmen de Patagones forma una única conurbación junto con la localidad de Viedma, llamada por el INDEC Viedma - Carmen de Patagones, entre ambas llegan a los 73.322 habitantes.
| Gráfica de evolución demográfica de Carmen de Patagones entre 1869 y 2010 |
|                                                                           |
| Fuentes: INDEC                                                            |

## Personalidades destacadas
- Luis Piedra Buena, marino argentino cuyas acciones en la Patagonia occidental y Tierra del Fuego consolidaron la soberanía nacional.
- Daniela Cardone, empresaria, modelo y actriz argentina.

## Turismo
Sus más de 230 años de historia llenan de significado su casco histórico, declarado Poblado Histórico Nacional a través del Decreto Presidencial 401/03.  
Esta peculiar porción de la ciudad, la cual se desarrolla sobre la barranca, se magnifica lo cultural e histórico, las calles serpenteantes, las veredas escalonadas, las casonas de adobe, las rejas y faroles, imagen única de un lugar diferente troquelando contra el cielo las torres de la iglesia de Nuestra Señora del Carmen. 
Es en el poblado histórico de la ciudad donde se conservan los vestigios que evocan la historia nacional y lugareña, palpable a través de la visita a los diferentes Monumentos Históricos Nacionales, a los museos y sus personajes. Constituye un escenario que da cobijo a las manifestaciones artísticas y culturales que expresan el saber del pueblo. Artistas y artesanos se congregan aquí para mostrar sus excelentes obras.
La Fiesta de la Soberanía Patagónica es el evento artístico y cultural más importante del distrito y entre los más destacados de la Patagonia evoca año tras año el aniversario de la heroica gesta del 7 de marzo de 1827 cuando el pueblo maragato repelió a los invasores extranjeros en defensa de la soberanía nacional. Durante varias jornadas la tradicional fiesta convoca a los artistas más importantes de la región, culminando cada noche con un espectáculo musical de jerarquía nacional. Hay espectáculos folclóricos, actividades culturales y tradicionales, productos regionales, gastronomía típica y paseos de artesanos.
El tradicional desfile criollo por las calles céntricas de la ciudad reúne gran cantidad de público, como así también la jineteada con delegaciones criollas invitadas de toda la región, sur bonaerense, Valle Inferior y sur de la provincia de Río Negro.
A sus pies fluye el  río Negro , de curso divagante, frondosa vegetación y su fauna. Sus aguas limpias y transparentes brindan la posibilidad de disfrutarlo a través de diferentes alternativas como la práctica de deportes náuticos, pasear en pintorescas embarcaciones, tomar sol y refrescarse en sus balnearios municipales, o simplemente capturando las mejores postales. 
La Villa balnearia 7 de Marzo ubicada a 35 kilómetros de la ciudad de Carmen de Patagones, se llega transitando por un camino consolidado que bordea el río Negro hasta su desembocadura en el mar argentino. Este paraje marítimo se caracteriza por sus amplias y extensas playas de arena aptas para la práctica de diferentes actividades recreativas como sol y playa.
Durante la temporada estival este lugar convoca a gran cantidad de pescadores deportivos que encuentran aquí un sitio propicio para practicar esta actividad en un ambiente que conjuga la tranquilidad y naturaleza. 
Quienes opten por concurrir a este lugar se encontrarán con construcciones de uso residencial y servicios básicos para los visitantes como campin y proveeduría.

## Deportes
Fútbol: Sus principales clubes son el Deportivo Patagones y el Club Jorge Newbery, que participan en la Liga Rionegrina de Fútbol. También se destaca San Lorenzo de Barrio Lindo, que participó en varias ocasiones en el Torneo del Interior en la década del 2000.
Cabe destacar que el Deportivo Patagones fue invitado a jugar el Torneo Argentino B edición 2012/13. Unos años antes, en la temporada 1993/94, el Tricolor estuvo a un paso de ascender a la B Nacional luego de caer en la final de la Zona Sur del Torneo Regional con Godoy Cruz de Mendoza.
Por otra parte, Patagones cuenta con un torneo barrial muy fuerte, donde varios clubes forman parte. Villa Lynch, Villa del Carmen, La Loma, Rampla Juniors y Villa Morando, entre otros, son algunos de los equipos que disputan ese certamen.
Básquet: Tres son las instituciones que practican este deporte: Deportivo Patagones, Jorge Newbery y el Club Atlético Atenas. El trío de elencos participa del torneo organizado por la Asociación de Básquet del Valle Inferior del Río Negro, que nuclea a equipos de Viedma, San Antonio Oeste y Patagones.
A excepción de Deportivo Patagones, los otros dos clubes lograron participar de la Liga B de básquet (tercer escalón del básquet argentino, ahora llamado Torneo Federal de Básquet). Atenas jugó la temporada 2005/06 y Jorge Newbery las temporadas 2008/09, 2009/10 y 2010/11.
Atenas entró a partir de la temporada 2015/16 en el TNA, (Segundo escalón del básquet argentino).

## Parroquias de la Iglesia católica en Carmen de Patagones

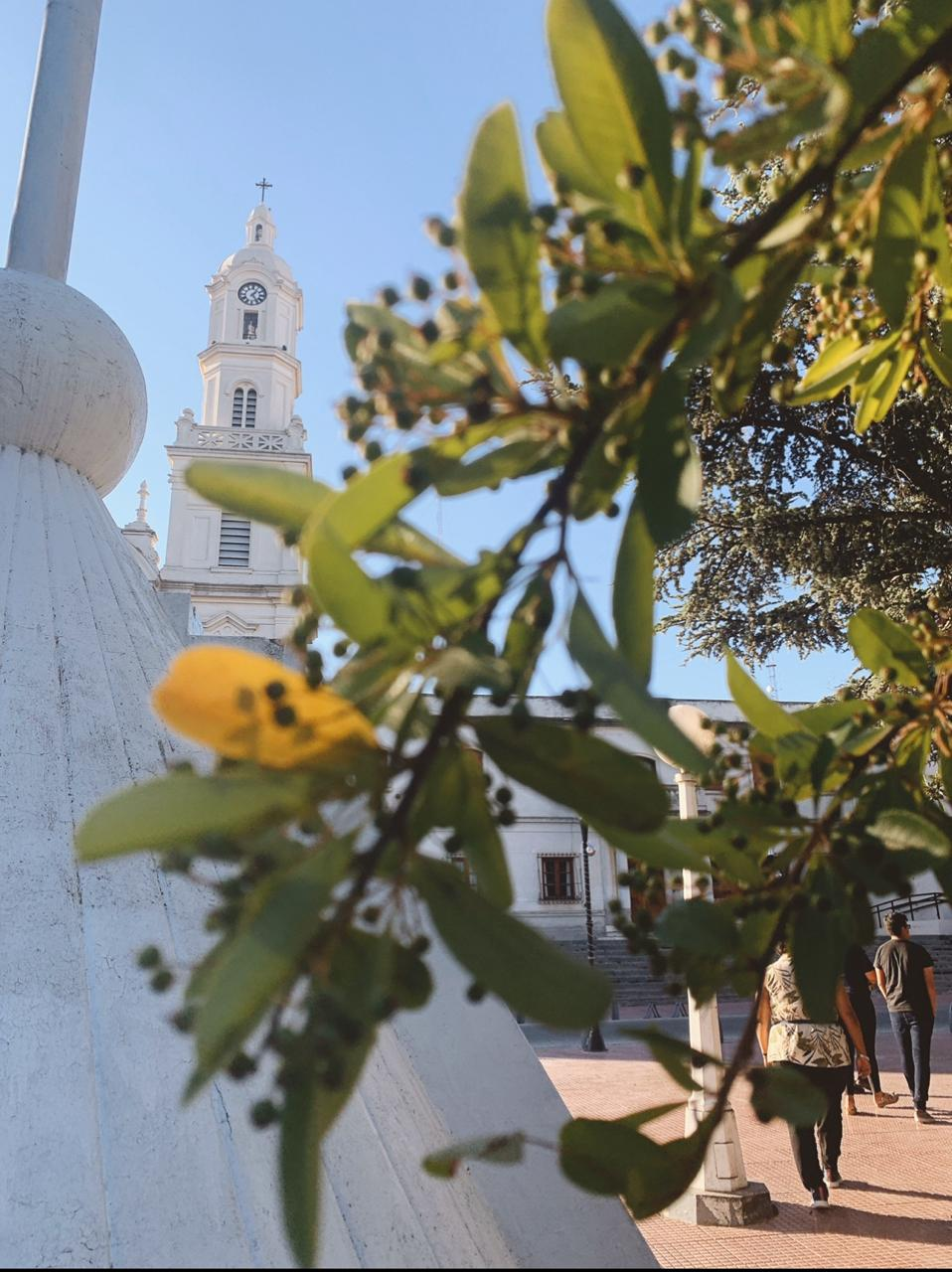
Parroquia Nuestra Señora del Carmen

| Arquidiócesis | Bahía Blanca              |
| ------------- | ------------------------- |
| Parroquia     | Nuestra Señora del Carmen |

### Historia de la parroquia de Nuestra Señora del Carmen
La parroquia Nuestra Señora del Carmen es el símbolo inconfundible de la identidad de Patagones, que enmarca perfectamente su manzana fundacional. Los sacerdotes salesianos Juan Cagliero y José Fagnano dirigieron la construcción en 1880.
En su altar se encuentra la imagen de la Virgen del Carmen, Generala del Ejército Argentino, traída de España por el fundador Francisco de Viedma. La primera etapa de la obra se inauguró el 16 de julio de 1885, después de casi cuatro años de construcción. En 1912 se formó la Comisión Pro-Templo con el objetivo de ampliar y embellecer el edificio mediante la construcción de las torres. El 11 de febrero de 1934, la imagen de Nuestra Señora del Carmen llegó a la ciudad y el entonces presidente de la Nación, Agustín Justo, llegó para visitar las obras.
En 1987 se realizó la última modificación importante del edificio religioso. Se construyó el mausoleo para el descanso de los restos del comandante Luis Piedra Buena, uno de los más destacados héroes de la Patagonia Argentina. Junto a él también descansa su esposa Julia Dufaur. El traslado se llevó a cabo el 24 de agosto de ese mismo año.
El 5 de septiembre de 2003, la parroquia fue declarada Monumento Histórico Nacional, al igual que el Mausoleo del comandante Piedra Buena.